# Marea

Vistas a pleamar (marea alta) y bajamar (marea baja) en el puerto de La Flotte en la isla de Ré (Francia) en el golfo de Vizcaya.

La marea es el cambio periódico del nivel del mar producido principalmente por las fuerzas de atracción gravitatoria que ejercen el Sol y la Luna sobre la Tierra. Aunque esta atracción es ejercida sobre todo el planeta, tanto en su parte sólida como líquida y gaseosa, este artículo se refiere a la atracción de la Luna y el Sol, juntos o por separado, sobre las aguas de los mares y océanos (ver también marea del planeta Tierra). 
Otros fenómenos ocasionales, como los vientos, las lluvias, el desborde de ríos y los tsunamis, provocan variaciones locales o regionales del nivel del mar, también ocasionales, pero que no pueden ser calificados de mareas, porque no están causados por la fuerza gravitatoria ni tienen periodicidad.

## Historia
El fenómeno de las mareas es conocido desde la antigüedad. Parece ser que Piteas (siglo IV a. C.) fue el primero en señalar la relación entre la amplitud de la marea y las fases de la Luna, así como su periodicidad. Plinio el Viejo (23-79) en su Naturalis Historia describe correctamente el fenómeno y piensa que la marea está relacionada con la Luna y el Sol. Mucho más tarde, Bacon, Kepler y otros trataron de explicar ese fenómeno, admitiendo la atracción de la Luna y del Sol. Pero fue Isaac Newton en su obra Philosophiae Naturalis Principia Mathematica («Principios matemáticos de la Filosofía Natural», 1687), quien dio la explicación de las mareas aceptada actualmente. Más tarde, Pierre-Simon Laplace (1749-1827) y otros científicos ampliaron el estudio de las mareas desde un punto de vista dinámico.

## Terminología

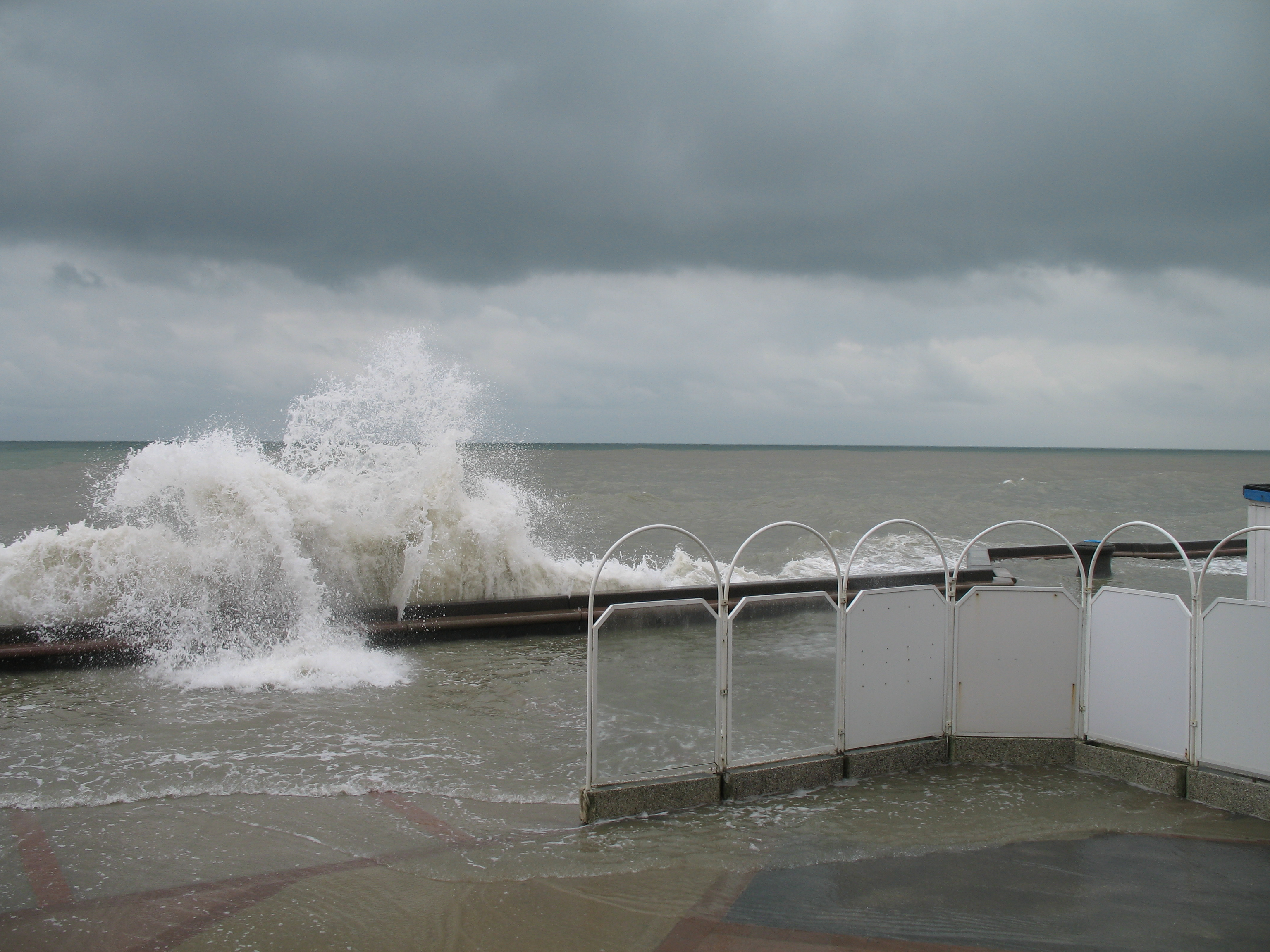
Marea viva en Wimereux, Paso de Calais (Francia).

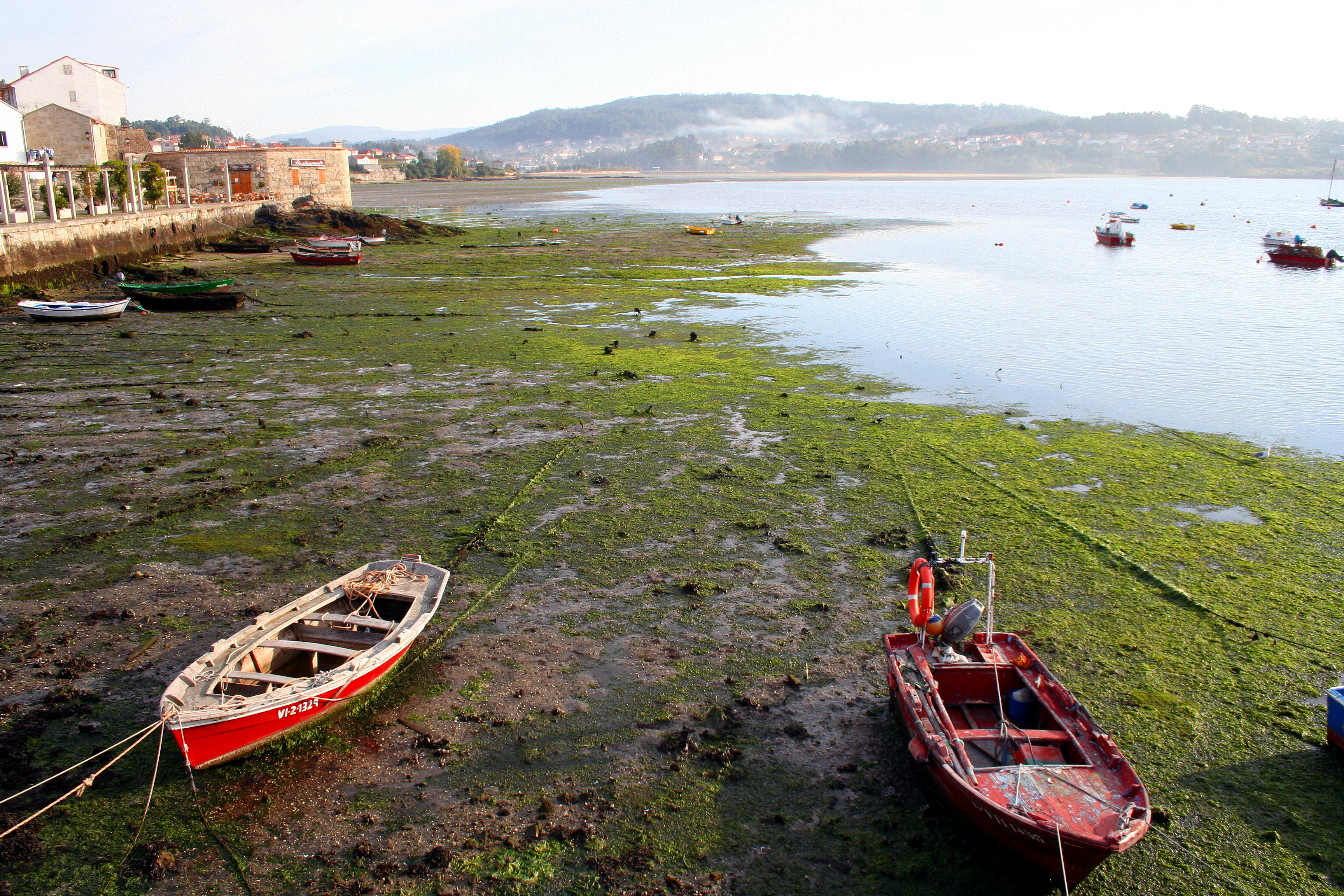
Marea baja en Combarro, Pontevedra (España).

A continuación se recogen los principales términos empleados en la descripción de las mareas:
- Marea alta, pleamar, o plenamar:[3] el momento en que el agua del mar alcanza su máxima altura dentro del ciclo de las mareas.
- Marea baja o bajamar: el momento opuesto, en que el mar alcanza su menor altura.

El tiempo aproximado entre una pleamar y la bajamar es de seis horas, completando un ciclo de veinticuatro horas y cincuenta minutos (dos pleamares y dos bajamares).
- Flujo: el proceso de ascenso lento y continuo de las aguas marinas debido al incremento progresivo de la atracción lunar o solar o de ambas atracciones en el caso de luna nueva y de luna llena.
- Reflujo: el proceso de descenso de las aguas marinas, lento y progresivo, debido a la disminución de la atracción lunar o solar.
- Amplitud de marea: la diferencia de altura entre pleamar y bajamar (también llamada carrera de marea.
- Rango micromareal: cuando la amplitud de marea es menor de dos metros.
- Rango mesomareal: cuando la amplitud o carrera de marea está comprendida entre los dos metros y los cuatro metros.
- Rango macromareal: cuando la amplitud o carrera de marea es mayor de cuatro metros.[4]
- Semiperíodo de marea: la diferencia en el tiempo entre pleamar y bajamar.
- Estoa de marea: el momento en el que el nivel permanece fijo en la pleamar o en la bajamar.
- Estoa de corriente: el instante en que se anula la corriente asociada a la marea.
- Establecimiento del puerto: el desfase existente, debido a la inercia de la hidrosfera, entre el paso de la Luna por el meridiano del lugar y la aparición de la pleamar siguiente.
- Edad de la marea: el desfase existente, por la misma razón, entre el paso de la luna llena por el meridiano del lugar y la máxima pleamar mensual siguiente.
- Unidad de altura: el promedio durante diecinueve años (un ciclo nodal o ciclo de metón) de las dos máximas carreras de marea (equinoccios) de cada año del ciclo.
- Marea viva, alta o sizigia: las mareas que se producen con la luna llena y la luna nueva, cuando el Sol, la Luna y la Tierra se encuentran alineados. La Marea Viva que se produce durante la fase de luna nueva se denomina "Marea Viva de Conjunción", y la que se produce mientras tiene lugar la fase de luna llena se llama "Marea Viva de Oposición".
- Marea muerta, baja o de cuadratura: las mareas que se producen durante las fases de Cuarto Creciente y Cuarto Menguante, cuando las posiciones de la Tierra, el Sol y la Luna forman un ángulo aparente de 90°.
- Líneas cotidales: las líneas cotidales (del inglés tide: marea) son las líneas que unen los puntos en los cuales la pleamar es simultánea.
- Puntos anfidrómicos o puntos de anfidromia: las zonas hacia las cuales convergen las líneas cotidales y en las que la amplitud de la marea es cero.
- Puerto patrón: los puntos geográficos para los cuales se calcula y publica la predicción de fecha y altura de marea.
- Puerto secundario: los puntos geográficos de interés para el navegante, pero que no tienen publicado un cálculo de predicción de mareas, aunque sí una corrección en cuanto a hora y altura que los refiere a un puerto patrón y mediante la cual se pueden determinar igualmente los datos de marea.
- Tablas de marea: las publicaciones anuales con la predicción diaria de las alturas de marea. Suministran, entre otros datos, fecha, hora y altura de marea para diferentes puntos a lo largo del litoral marítimo.

## Fenómeno físico de las mareas
La explicación completa del mecanismo de las mareas, con todas las periodicidades, es extremadamente larga y complicada. Así que se comenzará empleando todas las simplificaciones posibles para luego acercarse a la realidad suprimiendo algunas de estas simplificaciones.
Se considerará que la Tierra es una esfera sin continentes rodeada por una hidrosfera y que gira alrededor del Sol en una trayectoria elíptica sin girar sobre su eje. Por ahora no se tendrá en cuenta la Luna.
Cuando un astro está en órbita alrededor de otro, la fuerza de atracción gravitacional entre los dos viene dada por la ley de gravitación de Newton:
{\displaystyle F_{g}=G\textstyle {M_{1}M_{2} \over d^{2}}\,}
donde:
- {\displaystyle \scriptstyle {G=6{,}67\,10^{-11}{N\cdot m^{2} \over kg^{2}}}} es la constante de gravitación universal.
- {\displaystyle \scriptstyle {M_{1}}} y {\displaystyle \scriptstyle {M_{2}}} son las masas de los dos cuerpos.
- {\displaystyle \scriptstyle {d}} es la distancia entre los centros de masas de los dos astros.

Esta fuerza de atracción es la fuerza centrípeta que hace que el astro describa una circunferencia. 
{\displaystyle F_{c}=M_{2}\omega ^{2}R_{1}=G\textstyle {M_{1}M_{2} \over d^{2}}\,}
donde:
- {\displaystyle \scriptstyle {M_{2}}} es la masa del astro.
- {\displaystyle \scriptstyle {\omega ={2\pi  \over T}}} es la velocidad angular del astro y {\displaystyle \scriptstyle {T}} su período orbital.
- {\displaystyle \scriptstyle {R_{1}}} es la distancia entre el centro de masas del astro y el centro de rotación, que coincide con el centro de masas de los dos astros. Si el otro astro es mucho más masivo ({\displaystyle \scriptstyle {M_{1}<<M_{2}}}), el centro de rotación está muy cerca del centro de masas del astro masivo y {\displaystyle \scriptstyle {R_{1}\simeq d}}. Es el caso que ocurre con la Tierra y el Sol.

El valor de la aceleración de gravedad debida al Sol es exactamente el que corresponde a una órbita con la velocidad angular {\displaystyle \scriptstyle {\omega }} y con el centro de masas terrestre a una distancia {\displaystyle \scriptstyle {d}} del Sol. Todas las partes de la Tierra tienen la misma velocidad angular alrededor del Sol, pero no están a la misma distancia. Las que están más lejos del centro de masas estarán sometidas a una aceleración de gravedad menor y la que están a una distancia inferior, a una aceleración mayor.
Existe otra fuerza, del mismo orden de magnitud, debida al hecho de que las fuerzas de atracción convergen hacia el centro del Sol, que se encuentra situado a una distancia finita. Se describirá más adelante.
En algunas fuentes se comete el error de añadir las aceleraciones centrífugas. Si se opta por utilizar un sistema de referencia inercial (inmóvil respecto a las estrellas), no se deben tener en cuenta las fuerzas centrífugas, que son fuerzas ficticias y que sólo aparecen en sistemas de referencia acelerados. Un observador en la Tierra ve fuerzas centrífugas porque la Tierra está en caída libre hacia el Sol. En cambio, para un observador exterior fijo, solo existen las fuerzas reales, como la fuerza de atracción que constituye la fuerza centrípeta.
El resultado de este pequeño desequilibrio de fuerzas es que el agua de los océanos situada en el lado opuesto al Sol siente una fuerza que la empuja hacia el exterior de la órbita, mientras que el agua situada en el lado orientado hacia el Sol siente una fuerza que la empuja hacia dicho astro. La consecuencia es que la esfera de agua que recubre a la Tierra se alarga ligeramente y se transforma en un elipsoide de revolución, cuyo eje mayor está dirigido hacia el Sol. Se verá que este alargamiento relativo es muy pequeño: del orden de uno entre diez millones.

### Mareas solares
Para calcular la amplitud de las mareas solares, se construyen dos pozos imaginarios desde la superficie hasta el centro de la Tierra. Uno es paralelo a la recta que une la Tierra y el Sol y el otro es perpendicular.
La fuerza y la aceleración que siente el agua en el pozo perpendicular son casi paralelas al eje Tierra-Sol, pero no exactamente. La razón es que el Sol está a una distancia finita y las fuerzas están dirigidas hacia el centro del Sol y no son totalmente paralelas. Calculemos la componente de la aceleración de gravedad perpendicular al eje Tierra-Sol, {\displaystyle \scriptstyle {\Delta a_{s}}}, que experimenta el agua situada a una distancia {\displaystyle \scriptstyle {r}} del centro de la Tierra. Sin más que proyectar el vector de aceleración, se llega a que: 
{\displaystyle \textstyle {\Delta a_{s} \over a_{s}}={r \over d}}
Aquí, {\displaystyle \scriptstyle {a_{s}}} es la aceleración debida a la atracción del Sol:
{\displaystyle a_{s}=G\textstyle {M_{s} \over d^{2}}}
En esta última fórmula, {\displaystyle \scriptstyle {M_{s}=1{,}987\,10^{30}kg}} es la masa del Sol y {\displaystyle \scriptstyle {d=150\,10^{9}m}} es la distancia de la Tierra al Sol. Por su parte, la componente perpendicular al eje queda:
{\displaystyle \Delta a_{s}=G\textstyle {M_{s} \over d^{2}}\textstyle {r \over d}}
Esta aceleración varía linealmente entre el centro de la Tierra y la superficie. El valor medio se obtiene reemplazando {\displaystyle \scriptstyle {r}} por {\displaystyle \scriptstyle {R \over 2}}, donde {\displaystyle \scriptstyle {R=6{,}366\,10^{6}m}} es el radio de la Tierra. Esta aceleración añade un "peso" adicional a la columna de agua del pozo y hace que la presión en el fondo aumente una cantidad {\displaystyle \scriptstyle {\rho {\overline {\Delta a_{s}}}R}}, donde {\displaystyle \scriptstyle {\rho }} es la densidad del agua. Este aumento de la presión, transmitido a la superficie del océano, se corresponde con una variación {\displaystyle \scriptstyle {h}} del nivel del océano dada por la fórmula {\displaystyle \scriptstyle {P=\rho gh}} (donde {\displaystyle \scriptstyle {g=9{,}81m/s^{2}}} es la aceleración de gravedad terrestre):
{\displaystyle h=G\textstyle {{M_{s} \over d^{3}}{R^{2} \over 2g}}}
El cálculo numérico da una variación de 8,14 cm.
Se pasará ahora a calcular la disminución {\displaystyle \scriptstyle {\Delta a_{g}}} de la aceleración de gravedad ocasionada por el Sol en un punto situado a una distancia {\displaystyle \scriptstyle {r}} del centro de la Tierra. Añadiendo esta distancia adicional en la fórmula de la aceleración gravitatoria:
{\displaystyle a_{g}=G\textstyle {M_{s} \over (d+r)^{2}}=G\textstyle {M_{s} \over d^{2}+2rd+r^{2}}=G{M_{s} \over d^{2}\left(1+2{r \over d}+\left({r \over d}\right)^{2}\right)}\simeq G\textstyle {M_{s} \over d^{2}}\left(1-2\textstyle {r \over d}\right)}
El primer sumando se corresponde con la aceleración para un cuerpo situado a una distancia {\displaystyle \scriptstyle {d}}. Por tanto, la disminución de la aceleración es:
{\displaystyle \Delta a_{g}=G\textstyle {M_{s} \over d^{2}}2\textstyle {r \over d}}
A su vez, la aceleración media es:
{\displaystyle {\overline {\Delta a_{g}}}=G\textstyle {M_{s} \over d^{3}}R}
La variación de presión es, como en el caso anterior, {\displaystyle \scriptstyle {\rho {\overline {\Delta a_{g}}}R}}, por lo que:
{\displaystyle h=G\textstyle {M_{s} \over d^{3}}\textstyle {R^{2} \over g}}
Esta aceleración da un aumento de la altura del océano de 16,28 cm.
Con la suma de los dos efectos, el semieje mayor del elipsoide es 24,4 cm mayor que el semieje menor. Como la Tierra gira, un punto situado en el ecuador ve la altura del mar llegar a un máximo (pleamar) dos veces por día: cada vez que dicho punto pasa por el semieje mayor. De la misma manera, cada vez que el punto pasa por un semieje menor, la altura del mar pasa por un mínimo (bajamar). Aunque la diferencia que se ha obtenido entre la pleamar y la bajamar es de 24,4 cm, no hay que olvidar que esto sólo es la parte debida al Sol y que no se han tenido en cuenta los continentes ni la inclinación del eje de rotación de la Tierra. La variación de la altura del mar se puede aproximar por una sinusoide con un período de 12 horas.

### Mareas lunares
La Luna gira alrededor de la Tierra, pero esta última no está inmóvil. En realidad, tanto la Luna como la Tierra giran alrededor del centro de masas de los dos astros. Este punto se sitúa aproximadamente a 4670 km del centro de la Tierra, es decir, a unos 1700 km de profundidad, bajo el lugar de la superficie terrestre que se desplaza de oeste a este con el movimiento de traslación lunar, donde la atracción de nuestro satélite es mayor en un momento dado. La Luna tiene una masa {\displaystyle \scriptstyle {M_{\ell }=7{,}349\,10^{22}}} kg y está a una distancia media de la Tierra de {\displaystyle \scriptstyle {d_{\ell }=3{,}84\,10^{8}}} m.
El cálculo de las mareas lunares es similar al cálculo de las mareas solares. Basta con reemplazar la masa y la distancia del Sol por las de la Luna. La diferencia de altura del océano debida al no paralelismo de las fuerzas es:
{\displaystyle h=G\textstyle {{M_{\ell } \over d_{\ell }^{3}}{R^{2} \over 2g}}}
El cálculo numérico nos da una variación de 17,9 cm.
La diferencia de altura del océano provocada por la diferencia de atracción debida a las distancias diferentes respecto a la Luna es:
{\displaystyle h=G\textstyle {{M_{\ell } \over d_{\ell }^{3}}{R^{2} \over g}}}
El cálculo numérico nos da una variación de 35,6 cm.
La diferencia de longitud entre el semieje mayor y el semieje menor del elipsoide debido a las mareas lunares de 35,6 cm. Por tanto, la amplitud de las mareas lunares es, aproximadamente, dos veces mayor que la de las mareas solares. Al igual que para las mareas solares, la variación de la altura del mar en un punto de la superficie terrestre se puede aproximar por una sinusoide. Esta vez, el período es 12 horas, 25 minutos y 10 s.

### Mareas vivas y mareas muertas

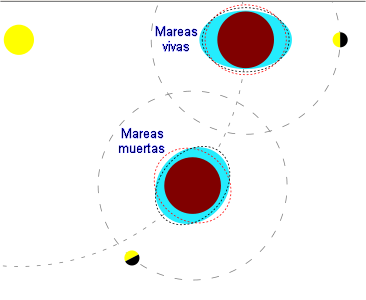
Cuando la Luna y el Sol están alineados, los elipsoides (en punteado) se refuerzan y las mareas son más grandes. Cuando la Luna está en cuadratura con el Sol, los elipsoides se cancelan parcialmente y las mareas son pequeñas.

El elipsoide debido a las mareas solares tiene el eje mayor dirigido hacia el Sol. El elipsoide debido a las mareas lunares tiene el eje mayor dirigido hacia la Luna. Como la Luna gira alrededor de la Tierra, los ejes mayores de los elipsoides no giran a la misma velocidad. Con respecto a las estrellas, el periodo de rotación del elipsoide solar es de un año. El elipsoide de la Luna es de 27,32 días. El resultado es que los ejes de los dos elipsoides se acercan cada 14,7652943 días. Cuando los ejes mayores de los dos elipsoides están alineados, la amplitud de las mareas es máxima y se llaman mareas vivas o mareas sizigias. Esto sucede en las lunas nuevas y en las lunas llenas. En cambio, cuando el eje mayor de cada elipsoide está alineado con el eje menor del otro, la amplitud de las mareas es mínima. Esto sucede en los cuartos menguantes y los cuartos crecientes. Estas mareas se llaman mareas muertas o mareas de cuadratura.

### Inclinación del eje de la Tierra
Hasta ahora se ha ignorado el hecho de que el eje de rotación de la Tierra está inclinado unos 23,27° con respecto a la eclíptica (el plano que contiene la órbita de la Tierra y el Sol). Además, el plano de la órbita de la Luna está inclinado unos 5,145° con respecto a la eclíptica. Esto significa que el Sol ocupa posiciones que van desde 23,44° al norte del plano ecuatorial hasta 23,44° al sur del mismo plano. La Luna puede ocupar posiciones desde 28,6° hasta -28,6°. La consecuencia de esto es que los ejes mayores de los elipsoides que se han utilizado raramente coinciden con el plano del ecuador terrestre.
En la imagen de la derecha, el punto A está en pleamar. Cuando se produzca la próxima pleamar, 12 horas, 25 min y 10 segundos más tarde, el mismo punto se encontrará en B. Esta pleamar será menor que la precedente y que la posterior.
Esta alternancia diurna entre pleamares grandes y pequeñas hace pensar en la suma de dos periodicidades: una diurna y otra semidiurna. Se habla entonces de ondas de marea diurna y semidiurna, tanto lunar como solar. Esto se corresponde con un modelo matemático y no con la realidad física.
Nótese que el punto u y las localizaciones situadas más al norte, solo ven una pleamar por día. Cuando deberían estar en la pequeña pleamar, están aún en el mismo lado del elipsoide. Una situación similar se produce en el Hemisferio Sur. Matemáticamente, la amplitud de la onda semidiurna es demasiado pequeña para que pueda crear máximos o mínimos adicionales.
Las mareas son máximas cuando las dos pleamares son iguales. Eso solo ocurre cuando el eje mayor de los elipsoides es paralelo al plano ecuatorial. Es decir, cuando el sol se encuentra en el plano ecuatorial. Esto ocurre durante los equinoccios. Las mareas de equinoccio son las mayores del año.

### Otras causas de variación
Varios factores adicionales también contribuyen a la amplitud de la marea:
- Tanto la trayectoria de la Tierra alrededor del Sol, como la de la Luna alrededor de la Tierra, no son círculos, sino elipses. Cuando la Tierra está más cerca del Sol (perihelio), las mareas son más intensas. De la misma manera, cuando la Luna está en su perigeo, las mareas son también más grandes. La influencia del perigeo o apogeo de la Luna es de ±20 % con respecto a la marea media.
- Las mareas más grandes ocurren en sizigia, es decir, cuando el Sol, la Tierra y la Luna están alineados.
- El mejor alineamiento del Sol, la Luna y la Tierra ocurre cuando la Luna atraviesa la eclíptica entre la Tierra y el Sol o, lo que es lo mismo, cuando el Sol está en el nodo lunar. En esa situación, las fuerzas de atracción del Sol y la Luna están perfectamente alineadas.
- Cuando el Sol está en el plano ecuatorial, las dos mareas diarias son iguales y máximas. Eso ocurre en los equinoccios.

### Influencia de los continentes

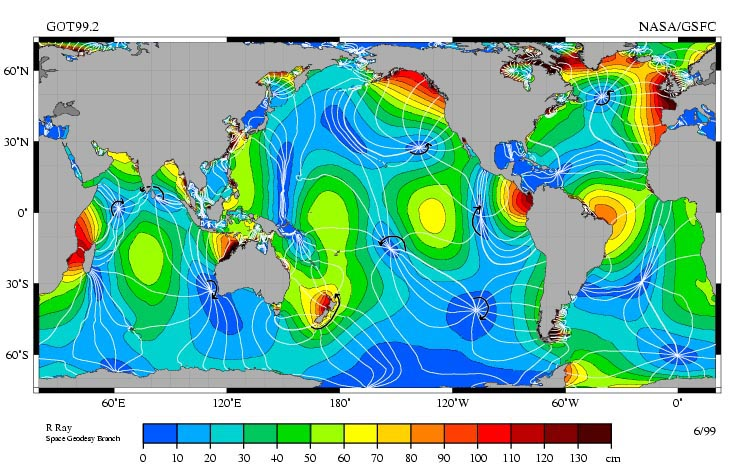
Líneas cotidales (en blanco), puntos anfidrómicos (puntos blancos donde convergen las líneas cotidales) y amplitud de las mareas (en color), con el sentido de giro del pleamar según el hemisferio.

En el cálculo simplificado que se ha realizado, en el cual la Tierra no tiene continentes y está recubierta de una hidrosfera continua, la distancia entre las dos posiciones de pleamar es de 20.000 km. La zona de océano cuyo nivel es más alto que el valor medio tiene un diámetro de 10.000 km. Esa distancia es mayor que la distancia entre América y Europa o África y se corresponde con el ancho del Océano Pacífico. Para que todo un océano como el Atlántico o el Pacífico aumentasen de nivel, su contenido total de agua tendría que aumentar. Como los continentes impiden ese movimiento lateral de todo el océano, el modelo de la onda semidiurna no se corresponde con la realidad.
En la imagen de la derecha se puede ver que la altura de los océanos no sigue una onda que se desplaza de derecha a izquierda (hacia el Oeste). El desplazamiento del agua y de los máximos y mínimos es mucho más complicado.
En un modelo sin continentes, las líneas cotidales coinciden con los meridianos. En la imagen de la derecha en color están representadas las líneas cotidales del planisferio y el color del fondo corresponde a la amplitud de mareas. Estas líneas cotidales se corresponden con una situación astronómica particular (Luna creciente, equinoccios, etc.) y cambian con el tiempo. En las dos imágenes se observa que hay líneas cotidales que convergen hacia puntos anfidrómicos, en los cuales la amplitud de la marea es igual a cero.
La situación es aún más marcada en los mares interiores, cuyas dimensiones son aún menores que las de los océanos. Así, el Atlántico no puede llenar o vaciar el Mar Mediterráneo a través el estrecho de Gibraltar. Las aguas del Mediterráneo solo pueden desplazarse hacia el Este o hacia el Oeste, subiendo en un extremo y bajando en el otro. El resultado final se complica por la forma de las costas que limitan y desvían ese movimiento lateral.
En mayor o menor grado, todos los mares interiores y los mares abiertos (aunque en menor grado) presentan un movimiento circular, tanto en las corrientes marinas como en las corrientes de marea y estas corrientes pueden girar en sentido horario en las latitudes intertropicales del hemisferio norte y en sentido antihorario en la zona templada del hemisferio norte. En el caso del hemisferio sur se invierten dichos movimientos giratorios aunque no podemos hablar en este caso de mares, pero es la misma situación con porciones latitudinales de los propios océanos.

### Las mareas en las costas
| Localidad                                                           | Amplitud (m) |
| ------------------------------------------------------------------- | ------------ |
| Granville, bahía del Monte Saint-Michel (Francia)                   | 13,6         |
| Burntcoat Head, Minas Basin, bahía de Fundy (Nueva Escocia, Canadá) | 11,7         |
| Leaf Lake, bahía de Ungava (Quebec, Canadá)                         | 9,8          |
| Newport, canal de Bristol (Inglaterra)                              | 9,2          |
| Sunrise, Turnagain Arm, en el Cook Inlet (Alaska, EE. UU.)          | 9,2          |
| Río Gallegos (Reducción Beacon) (Argentina)                         | 8,8          |
| Entrada del río Koksoak, en la bahía de Hudson (Canadá)             | 8,7          |
| Banco Dirección, en el estrecho de Magallanes (Chile)               | 8,5          |

Como se ha visto, la amplitud de las mareas en alta mar es menor de 1 metro. En cambio, cerca de las costas la amplitud es generalmente mayor y en algunos casos alcanza o sobrepasa los 10 m. En la tabla siguiente figuran algunos de los lugares donde se producen grandes mareas. Se ha puesto un solo lugar por zona.
Se explica ahora cómo una marea de menos de un metro en alta mar puede crear una marea de varios metros en la costa. La razón es la resonancia de la capa de agua situada sobre la plataforma continental. Esta capa es poco profunda (menos de 200 m) y, en algunos casos, tiene una gran extensión hasta el talud continental. Por ejemplo, el Canal de la Mancha es una capa de agua de 500 km de largo (desde la entrada hasta el Paso de Calais), 150 km de ancho y solo 100 m de profundidad. A escala, eso se corresponde con una masa de agua de 50 m de largo y de 1 cm de profundidad. Cuando el nivel del mar aumenta en la entrada, el agua entra en el Canal de la Mancha. Como la extensión es grande y la profundidad pequeña, la velocidad del agua aumenta hasta unos 4 a 5 kn (2 a 2,5 m/s). Alcanzar esa velocidad toma su tiempo (unas tres horas en el caso del Canal de la Mancha), pero detenerse también requiere un período similar. Una vez lanzada, el agua continúa avanzando, transcurriendo otras tres horas hasta que se para e invierte su dirección. El comportamiento oscilatorio se debe a la inercia y al retardo que tiene la capa de agua para responder a la excitación: la variación de altura del océano más allá del talud continental. La marea será más grande en función de que el período de oscilación propio de la zona sea más próximo al periodo de la excitación externa, que es de 12 horas y 25 minutos.

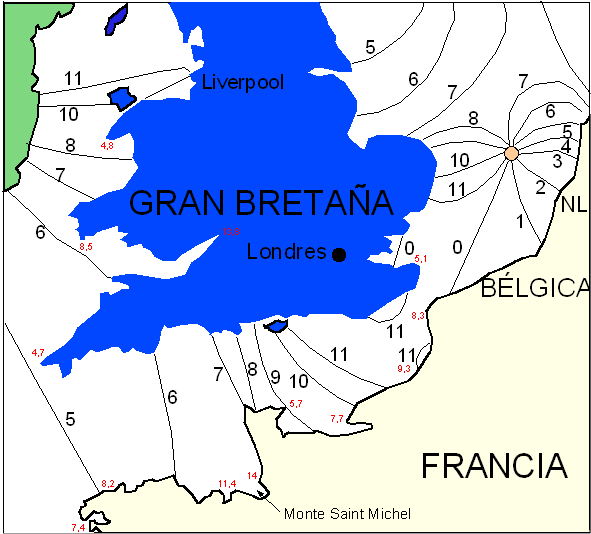
Líneas cotidales en el canal de la Mancha. Los números en rojo se corresponden con la altura de grandes mareas según otra referencia.

En la imagen de la izquierda se pueden observar las líneas cotidales en el Canal de la Mancha. Los números de cada línea corresponden al retardo de pleamar con respecto a una referencia. Obsérvese que hay 6 horas de diferencia entre las pleamares de la entrada del Canal de la Mancha y el Paso de Calais. También hay seis horas entre la entrada de la Mancha y el Mar de Irlanda (entre Irlanda e Inglaterra). Hay un punto anfidrómico (en anaranjado) en la entrada del Mar del Norte, frente a Holanda.
El período de oscilación propio de la Bahía de Fundy en Canadá es de trece horas. Como es muy próximo al período de excitación, las mareas son muy grandes. Por el contrario, cuando el período propio se aleja de las 12,4 h, las amplitudes de las mareas son menores. El período de oscilación propio depende de la forma de la costa y de la profundidad y longitud de la plataforma continental.

#### Las mareas en la zona ecuatorial
En las áreas próximas al ecuador terrestre, las mareas suelen ser muy débiles, casi imperceptibles, salvo en las desembocaduras de los ríos, donde el ascenso de las aguas marinas puede dar origen al represamiento de las aguas fluviales, produciéndose un oleaje río arriba cuando las crestas de la marea entrante rompen contra el agua de los ríos. Este oleaje produce un ruido característico que recibe el nombre de macareo en el delta del Orinoco y pororoca en el río Amazonas.
El motivo de la escasa amplitud de las mareas en la zona intertropical se debe a que es la zona donde los efectos del movimiento de la rotación terrestre son mayores por la fuerza centrífuga generada por dicho movimiento. Debido a la fuerza centrífuga, el nivel del mar es mucho mayor en el ecuador que en las zonas templadas y, sobre todo, en las polares. Como resulta obvio, la mayor altura de las aguas ecuatoriales por la fuerza centrífuga impide que las mareas sean claramente notorias ya que esa fuerza centrífuga se ejerce por igual en toda la circunferencia ecuatorial mientras que las mareas sólo aumentan ese nivel donde se encuentra el paso de la Luna y el Sol, y es un aumento de nivel mucho menor.

## Corrientes de marea
Como se ha dicho, la variación de nivel del mar sobre la plataforma continental exige un movimiento alternativo del agua hacia la costa y hacia el mar. Como la profundidad del agua no es la misma cuando la marea sube que cuando baja, la forma de los obstáculos no es la misma, y la dirección y la velocidad de la corriente tampoco es la misma. El vector velocidad dibuja una especie de elipsoide cuyo eje mayor es más o menos paralelo a la costa.
En sitios donde las mareas tienen gran amplitud las velocidades del mar también pueden ser muy grandes. Por ejemplo, en el Canal de la Mancha, en el Raz de Sein (en el extremo oeste de Bretaña, en Francia) y en el Raz Blanchard (al norte de la península del Cotentín, también en Francia), la corriente sobrepasa los 10 nudos (18 km/h) durante las grandes mareas. En el estrecho de Mesina la corriente puede llegar a 5 nudos.

## Centrales mareomotrices

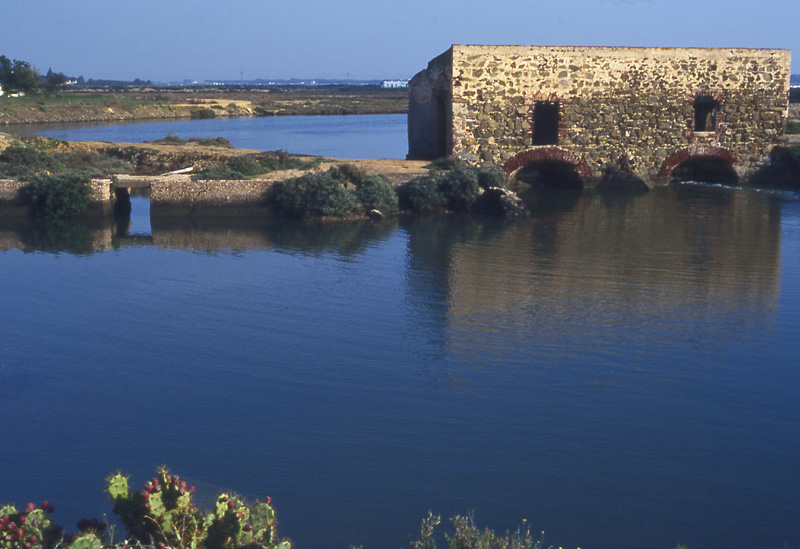
Antiguo molino de mareas en Isla Cristina (Huelva).

La energía de las mareas ha sido utilizada desde la Edad Media en Inglaterra, Francia, España y probablemente otros países. Los molinos de mareas de esa época solo funcionaban en reflujo. Estos, como muchos otros molinos hidráulicos, dejaron de utilizarse con la aparición de los motores eléctricos.
La instalación de una central mareomotriz crea problemas medioambientales importantes como aterramiento del río, cambios de salinidad en el estuario y sus proximidades y cambio del ecosistema antes y después de las instalaciones.

## Mareas terrestres
Las fuerzas de gravedad que provocan las mareas de los océanos también deforman la corteza terrestre. La deformación es importante y la amplitud de la marea terrestre llega a unos 25 a 30 cm en sizigia y casi 50 cm durante los equinoccios.

## Mareas atmosféricas
Al ser el aire atmosférico un fluido, como sucede con las aguas oceánicas, también las dimensiones de la atmósfera sufren la acción de las mareas, afectando su espesor y altura y, por consiguiente, la presión atmosférica. Así, la presión atmosférica disminuye considerablemente durante las fases de luna llena y luna nueva, al ser atraída la columna de aire por el paso, combinado o no, de la luna y el sol por el cenit y/o el nadir. Como hemos visto con las mareas oceánicas, el nivel del mar puede ascender o bajar varios metros cada día en los lugares más propicios (estuarios o bahías). Pero en el caso de la atmósfera su nivel puede ser modificado por la atracción de la luna y el sol en varios km. Hay que tener en cuenta, sin embargo, que la atmósfera tiene un mayor espesor en la zona ecuatorial en especial y en la zona intertropical en general, por la fuerza centrífuga del movimiento de rotación terrestre, por lo que la intensidad de las mareas vendría a superponerse a dicha fuerza centrífuga y, lo mismo que sucede con las mareas oceánicas en la zona intertropical, sus efectos no son tan notorios ya que quedan enmascarados por dicha fuerza centrífuga. Por otra parte, hay que tener en cuenta que el aumento del espesor de la atmósfera por la atracción solar y/o lunar contribuye a la disminución de la presión, a la disminución de la velocidad de los vientos (de ahí el término de calmas ecuatoriales que, aun siendo correcto, se ha venido quedando en desuso) y al aumento de la condensación y de las lluvias.
En la zona intertropical, los cambios de la presión atmosférica durante las mareas atmosféricas dan origen a notables cambios de temperatura que se notan con un simple termómetro y que no se explicarían de otra forma: en luna llena o luna nueva, por ejemplo, puede fácilmente subir un grado o más cerca del mediodía o de la medianoche y en este último caso no tendría explicación si no tuviéramos en cuenta el calentamiento por condensación al disminuir la presión del aire y elevarse. No solo la presión atmosférica se modifica con las mareas atmosféricas, sino también la intensidad de las lluvias. Un estudio meteorológico del mes de octubre de 2012 nos mostraría una alta correlación entre las fases lunares con la mayor intensidad de los huracanes (Nadine, Rafael y Sandy) y/o su disipación. En este último caso, las graves inundaciones causadas por Sandy en Nueva Jersey y Nueva York resultaron de la combinación de la intensa marea producida por la luna llena (el 29 de octubre) y el mar de leva producido por el propio huracán al entrar en la costa de dichos estados, factor explicado en un artículo del NHC (National Hurricane Center) cuya lectura es muy apropiada para la comprensión de este tema:

Storm surge is an abnormal rise of water generated by a storm, over and above the predicted astronomical tides. Storm surge should not be confused with storm tide, which is defined as the water level rise due to the combination of storm surge and the astronomical tide. This rise in water level can cause extreme flooding in coastal areas particularly when storm surge coincides with normal high tide, resulting in storm tides reaching up to 20 feet or more in some cases.
Un mar de leva (o mar de fondo) es el ascenso anormal del nivel del mar generado por el oleaje de una tormenta ciclónica, sin tener en cuenta las mareas astronómicas. Un mar de leva no debe confundirse con una marea de tormenta (galerna) que se define como el ascenso del nivel del mar debido a la combinación de un mar de leva con el pleamar de una marea astronómica. Este ascenso del nivel del mar puede ocasionar inundaciones extremas en áreas costeras, en particular cuando las dos causas coinciden en el mismo lugar, al mismo tiempo, pudiendo alcanzar un oleaje de unos 5 metros de altura o más en algunos casos
NHC (National Hurricane Center): Storm Surge Overview

 (Tomado del artículo Storm Surge Overview )

## Frenado de la rotación de la Tierra
Tanto la deformación de la Tierra debida a las mareas terrestres como el movimiento del agua de las mareas acuáticas son procesos que disipan energía. El trabajo lo efectúa el momento que la Luna y Sol ejercen sobre la parte deformada de la Tierra y de los océanos. La disipación de energía exige que los ejes mayores de los elipsoides de la hidrosfera y de la Tierra no estén perfectamente alineados con la Luna y el Sol, sino que tengan un pequeño retardo de fase. En el modelo sin continentes, ese retardo correspondería a 3° (y a 12 minutos en tiempo). Ese momento frena la rotación de la Tierra y la duración del día aumenta 17 microsegundos por año (aproximadamente, 1 segundo cada 59.000 años).
La Tierra ejerce el mismo momento sobre la Luna que el que la Luna ejerce sobre la Tierra. El momento que la Tierra ejerce sobre la Luna le comunica energía. Como la Luna está en órbita alrededor de la Tierra, ese aumento de energía se traduce en un aumento de la distancia entre los dos astros y un aumento de la duración del mes lunar. La distancia Tierra-Luna aumenta unos 38 mm por año.
De la misma manera que la Luna crea mareas en la Tierra, tanto acuáticas como terrestres, la Tierra también produce mareas sobre la Luna. La fricción debida a esas mareas frenó la rotación de la Luna, provocando que ésta presente siempre la misma cara hacia la Tierra. Este hecho se interpretó como el posible origen terrestre de nuestro satélite: siendo la Tierra aún un cuerpo semifluido o incandescente, el movimiento de rotación habría producido una protuberancia que iría aumentando de velocidad por el incremento de la fuerza centrífuga. Con el tiempo, se habrían separado los dos astros, manteniendo la misma cara lunar visible desde la Tierra (teoría actualmente desacreditada). En otros satélites del sistema solar que aún giran, la energía disipada por las deformaciones debidas a la marea genera actividad volcánica.